# تائوس (نیومکزیکو)
تائوس شهری در شهرستان تائوس در ناحیه شمال مرکزی ایالت نیومکزیکو(یکی از ایالات پر از شن‌ریزه و پُرگردوغبار با میزان بالای جرم و جنایت و بسیار گرم و خشک و غیرحاصل‌خیز واقع در جنوب غربی میانه آمریکا، که از سمت شرق با ایالت تگزاس، از سمت غرب با آریزونا، از شمال با کلرادو و همچنین مرز بسیار کمی از شمال شرقی با اوکلاهما دارد. یک مرز بسیار کوچک چند متری نیز با ایالت یوتا در شمال غربی دارد!) در کوه‌های سنگره د کریستو(به انگلیسی: Sangre de cristo)(به اسپانیایی: به معنای خون مسیح) واقع شده است. در ابتدا در سال ۱۶۱۵ تأسیس شد، و تا زمان تأسیس رسمی آن در سال ۱۷۹۵ توسط فرماندار نوو مکزیک، فرناندو چاکون، به طور متناوب اشغال شد تا به عنوان میدان مستحکم و پایگاه تجاری برای بومیان آمریکایی تائوس پوئبلو (همنام شهر) و جوامع هیسپانو، از جمله جوامع راچو، تائوس، عمل کند. کانون، دره تائوس، رانچیتوس، ال پرادو و آرویو سکو. این شهر در سال ۱۹۳۴ میلادی ثبت شد. در سرشماری سال ۲۰۱۰، جمعیت آن ۵,۷۱۶ نفر بود.

## نگارخانه

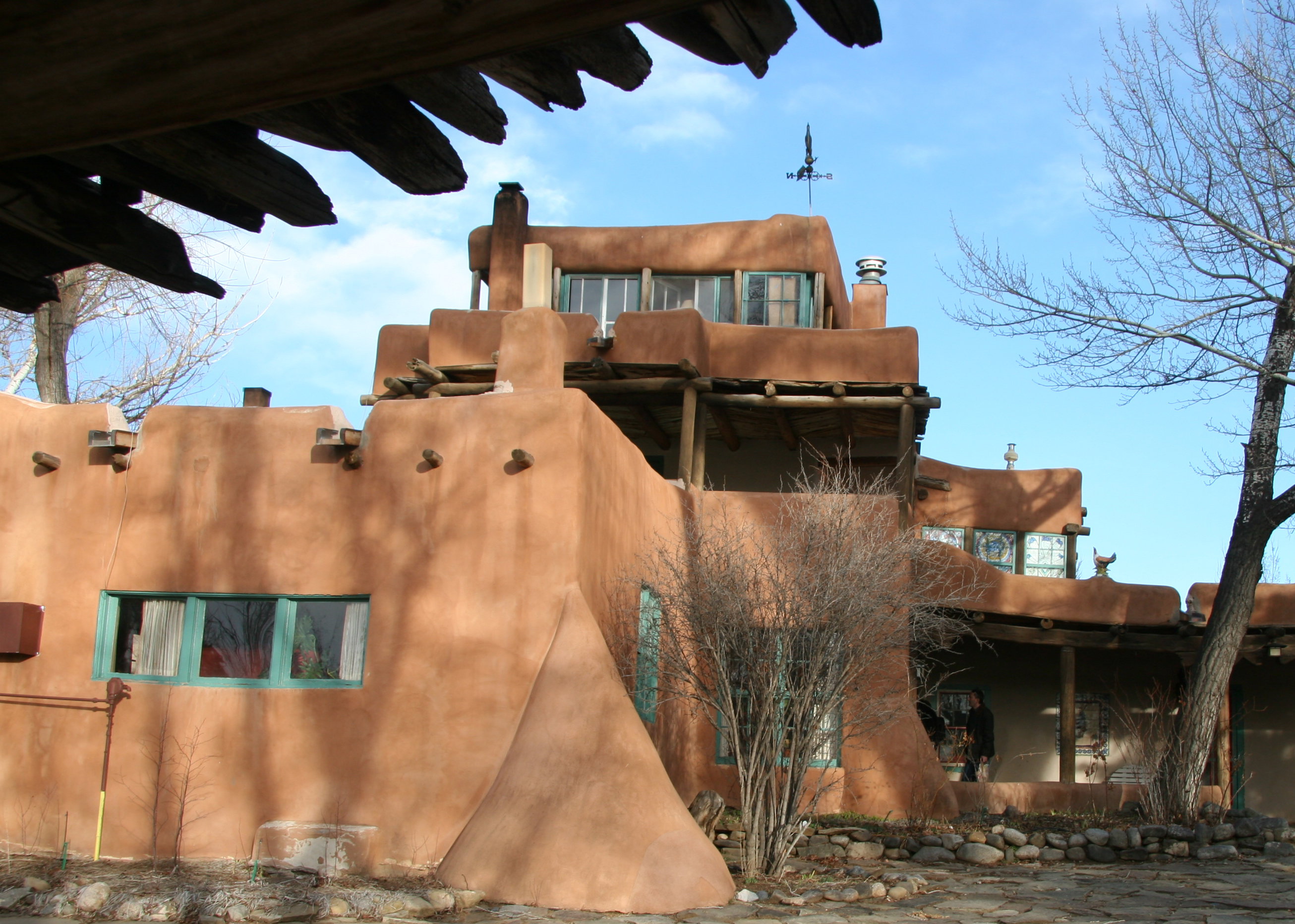
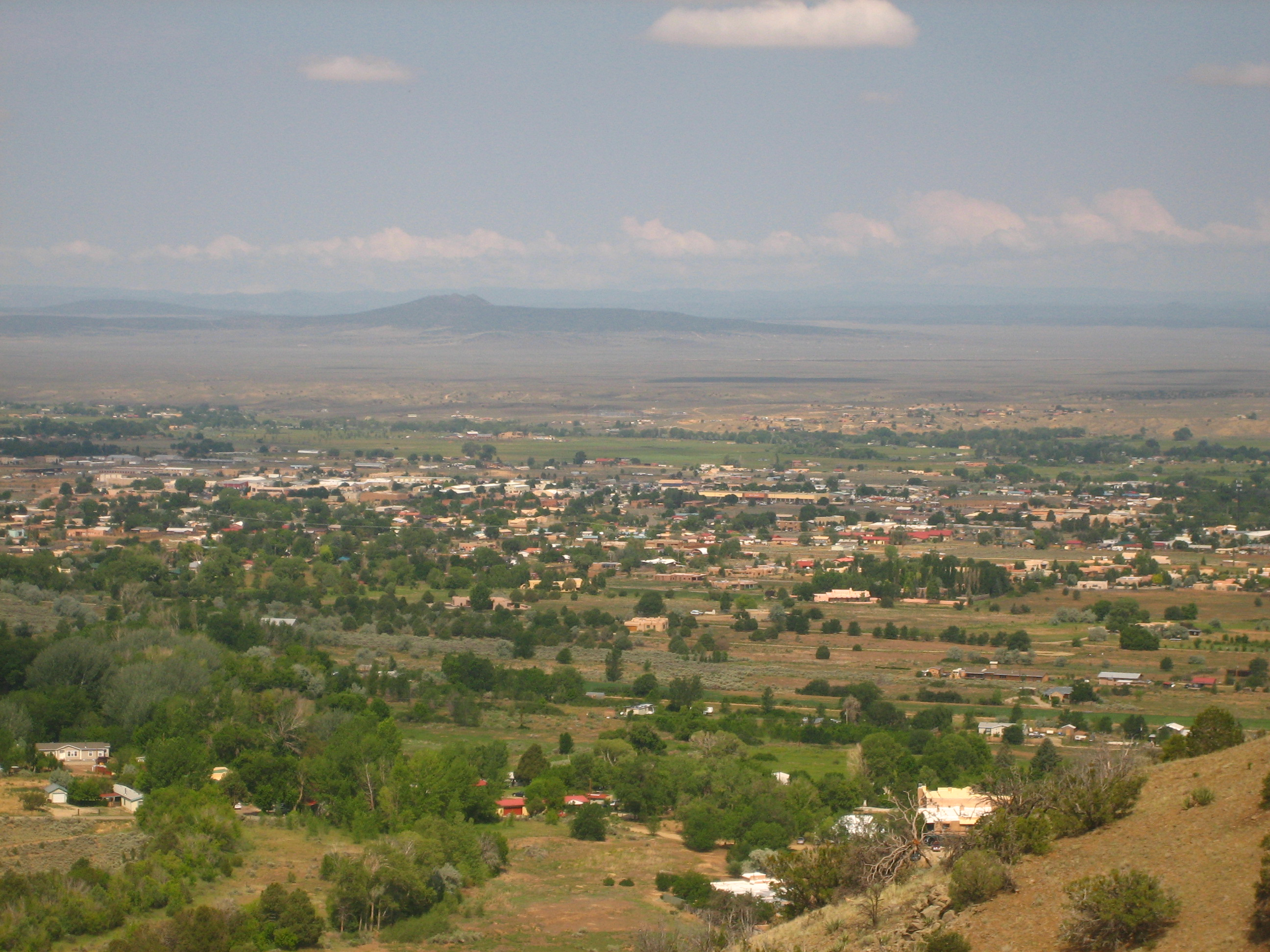
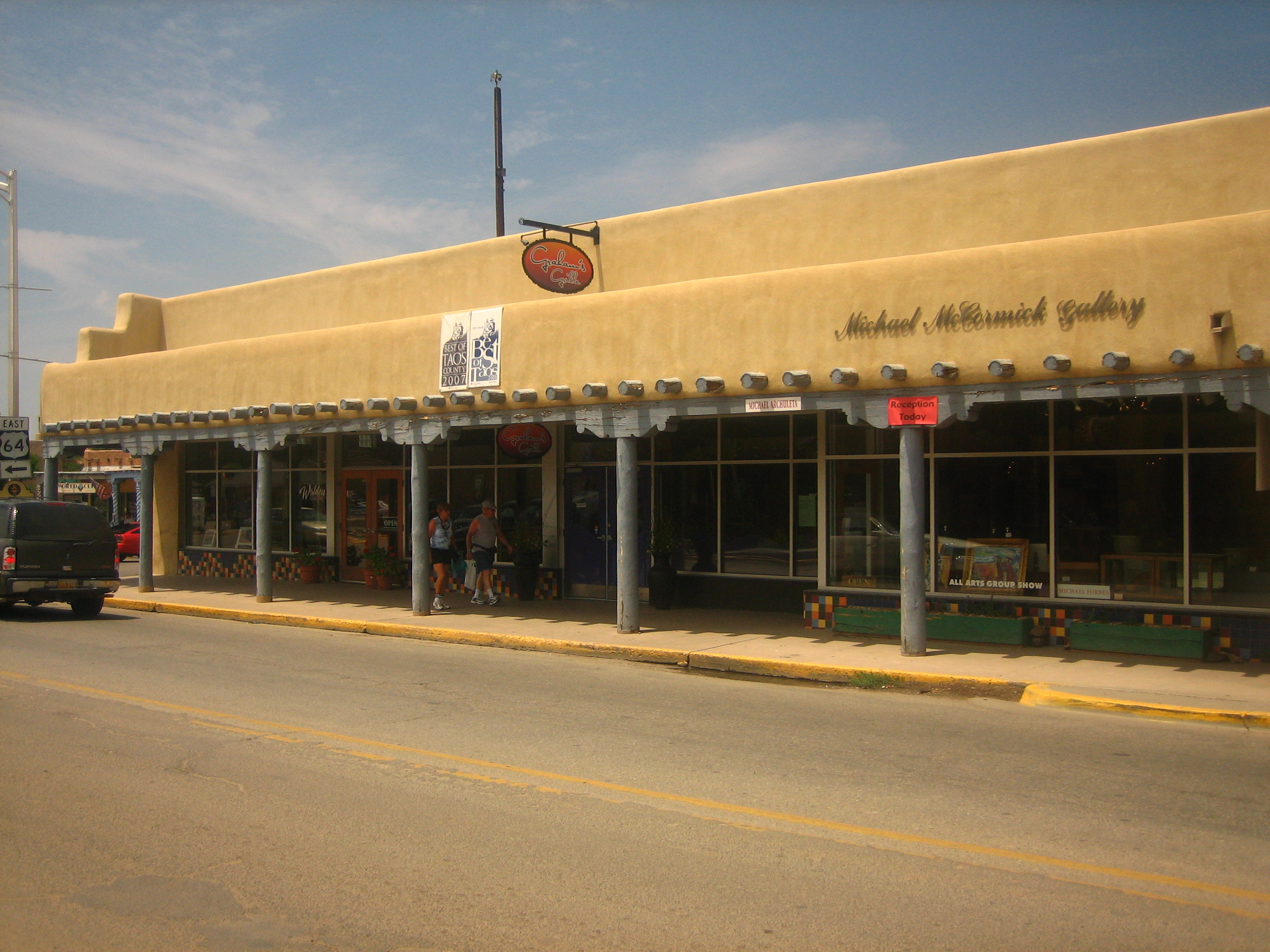
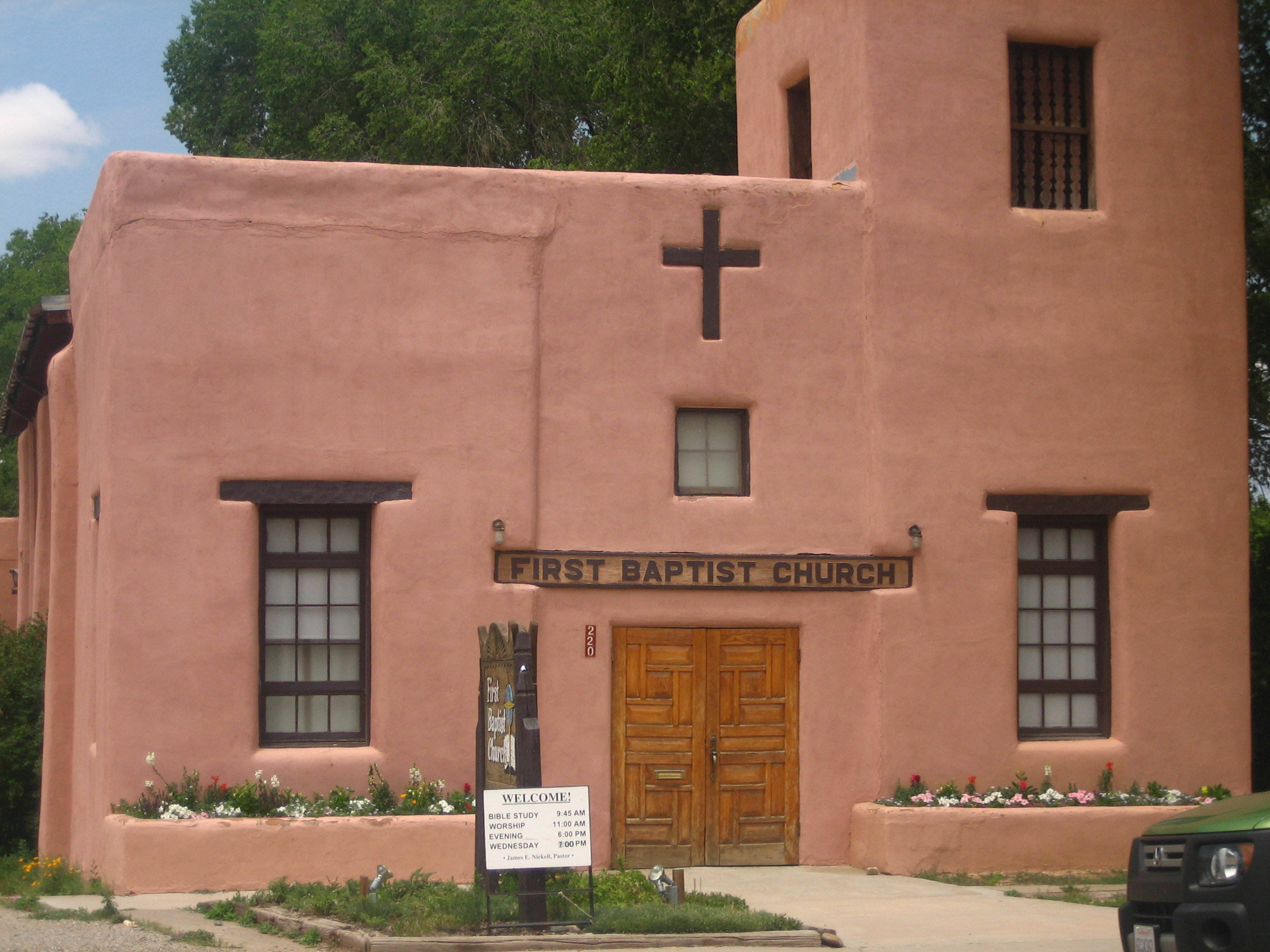
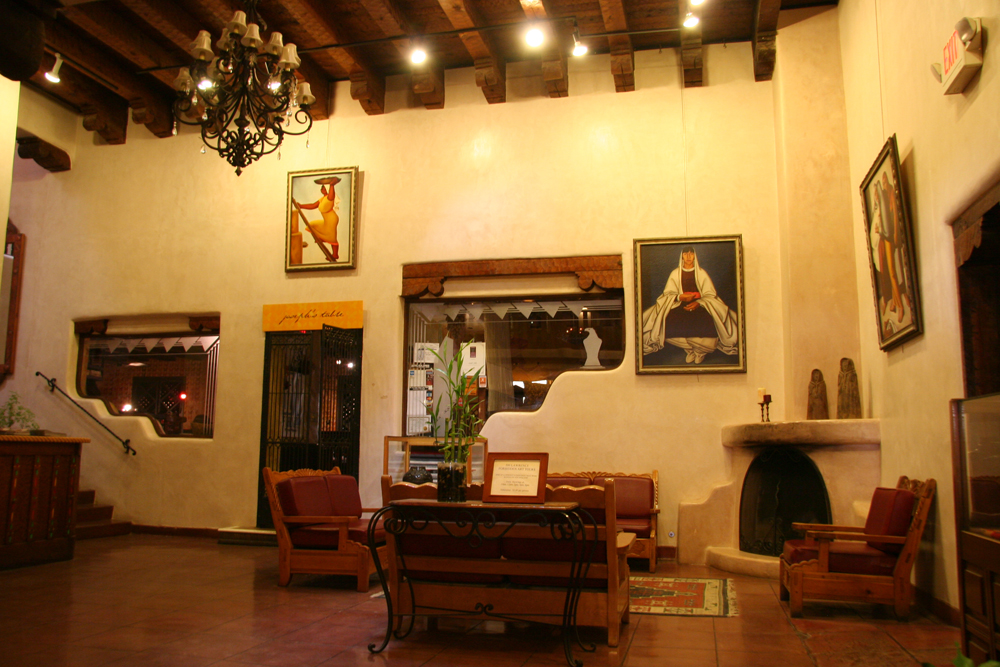
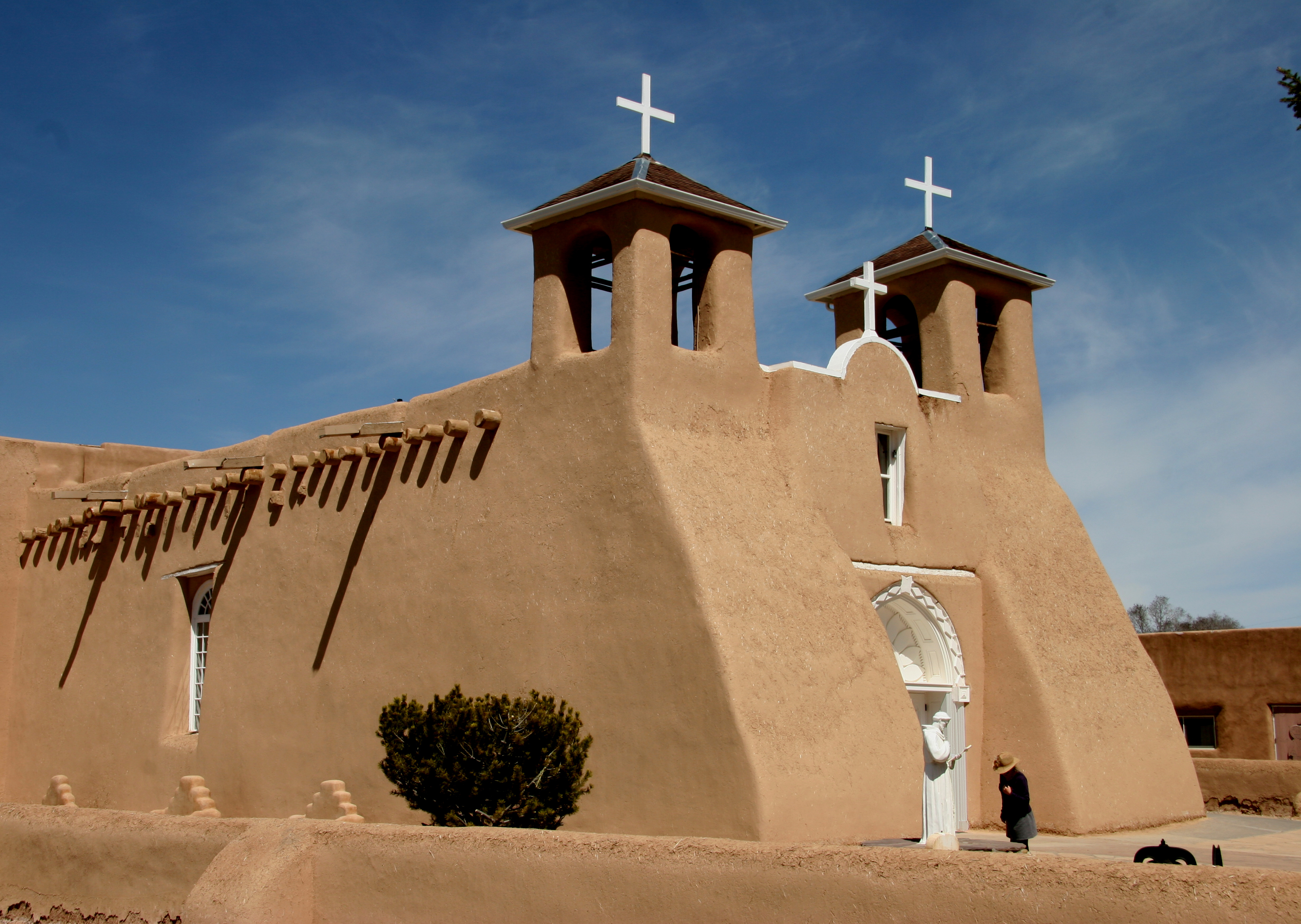

## موقعیت جغرافیایی
موقعیت جغرافیایی شهرها و مناطق اطراف به شرح زیر است: